# Баграт I (цар Абхазії)
Баграт I (груз. ბაგრატ; д/н — 894) — 7-й цар Абхазії у 887—894 роках.

## Життєпис
Походив з династії Леонідів (Анчабадзе). Другий син царя Деметре II. У 871 році за різними відомостями: був відправлений до Константинополя стрийком — царем Георгієм I або його спробував вбити узурпатор Йоване, проте Баграту вдалося втекти до Візантії.
У 887 році отримав допомогу від візантійського імператора Лева VI й практично без опору доходить до Кутаїсі, де отаборився цар Адарнасе. Ймовірно це сталося через невдоволення знаттю поступками Адарнасе Вірменському царству. В результаті того було повалено й страчено, а Баграт зайняв трон. Одружився з удовою загиблого.
Невдовзі надав прихисток (або його супроводжував в поході) Нарса Багратіоні, претендент на трон Іберійського князівства. Баграт I надав війська тому для повалення ерісмтавара Гургена I. Проте Нарса зазнав поразки, потрапив у полон, де був страчений 888 року.
В подальшому підтримував Гургена I проти Адарнасе II, царя Тао-Кларджеті. Втім останній 891 року здобув перемогу над суперником. Спроба отримати суттєво допомогу для протистояння Іберії та Вірменії не вдалася.
Помер Баграт I 894 року. Йому спадкував син Костянтин III.

## Родина
Дружина — донька Гуарама, еріставі Кларджеті
Діти:
- донька, дружина Мушела, сина Смбата I, царя Вірменії
- Костянтин (), 8-й цар Абхазії